# Dipivefrin
Dipivefrin je prolek epinefrina koji se koristi za tretiranje glaukoma. On je dostupan kao oftalmički rastvor. Dipivefrin uzrokuje vazokonstrikciju, smanjuje proizvodnju očne tečnosti, i redukuje intraočni pritisak. On se konvertuje u epinefrin nakon penetracije korneje.